# جون سايمون (أخصائي علم أمراض)
السير جون سايمون (بالإنجليزية: John Simon)‏ (10 أكتوبر 1816 - 23 يوليو 1904) جراح بريطاني ومسؤول في الصحة العمومية وأخصائي في علم الأمراض، أصبح أول رئيس لإدارة الخدمات الطبية للحكومة في عام 1855 حتى 1876.

## روابط خارجية
- جون سايمون على موقع الموسوعة البريطانية (الإنجليزية)